# Хусте, Кай
Кай Ху́сте (нем. Kay Huste; 8 ноября 1974, Франкфурт-на-Одере) — немецкий боксёр лёгкой весовой категории, выступал за сборную Германии во второй половине 1990-х годов. Чемпион Европы, победитель чемпионата мира среди военнослужащих, участник летних Олимпийских игр в Сиднее, призёр многих международных турниров и матчевых встреч.

## Биография
Кай Хусте родился 8 ноября 1974 года во Франкфурте-на-Одере. Активно заниматься боксом начал в раннем детстве вместе со старшим братом Фальком, проходил подготовку в берлинском спортивном клубе «Айнтрахт». Первого серьёзного успеха на ринге добился в возрасте восемнадцати лет, когда завоевал бронзовую медаль на юниорском чемпионате Европы в Эдинбурге. В 1997 году получил серебро на Кубке имени Мухаммеда Али в Луисвилле, а также побывал на чемпионате мира в Будапеште, где дошёл до стадии четвертьфиналов, потерпев поражение от россиянина Александра Малетина. Год спустя съездил на европейское первенство в Минск, одолел всех своих соперников в лёгкой весовой категории и стал таким образом чемпионом Европы. Также в этом сезоне одержал победу на чемпионате мира среди военнослужащих в Варендорфе.
В 1999 году Хусте занял второе место на Химическом кубке в Галле и на чемпионате мира Вооружённых сил в Загребе (в финале проиграл хорвату Филипу Паличу). Благодаря череде удачных выступлений удостоился права защищать честь страны на летних Олимпийских играх 2000 года в Сиднее, однако уже во втором своём матче на турнире со счётом 8:11 потерпел поражение от итальянца Свена Париса и выбыл из борьбы за медали. Вскоре после этих соревнований принял решение завершить спортивную карьеру, уступив место в сборной молодым немецким боксёрам. Покинув ринг, устроился работать в пресс-службу федерального правительства. Помимо основной карьеры работает тренером в Берлинском спортклубе (нем.TSC, Berliner Turn- und Sportclub e. V.).